# West Eyreton
West Eyreton est une petite localité rurale située dans la région de Canterbury dans l’Île du Sud de la Nouvelle-Zélande.

## Situation
Elle est localisée à l’ouest de la ville de Kaiapoi et au nord-ouest de la ville d’Eyreton.

## Toponymie
Elle fut dénommée d’après Edward John Eyre, un lieutenant-gouverneur de l’Île du Sud, du XIXe siècle ayant dirigé la province de New Munster (en).

## Population
Lors du recensement de 2001 en Nouvelle-Zélande (en), la population était de 1 146 habitants: soit (573 hommes et 573 femmes, en augmentation de 306 résidents soit 36,4 % depuis le recensement de 1996.

## Accès
En 1870, les médiocres conditions de transport conduisirent à la construction de la branche du chemin de fer de la branche d’Eyreton (en), qui ouvrit le 17 décembre 1875. 
Malgré son nom, elle passe au nord mais en dehors de la ville d’Eyreton et se terminait initialement dans la ville de «West Eyreton», puis fut étendue vers «Bennetts Junction» pour rejoindre la branche d’Oxford (en) le 1er février 1878.
À la suite de la fermeture de la gare d’ «Horrelville» le 9 février 1931, et de la baisse du trafic, qui a abouti à sa fermeture le 26 mai 1954, peu de choses persistent en dehors de quelques fondations et le quai de chargement au niveau du site de la station.

## Éducation
- L’école de West Eyreton School  est la seule école de la ville de West Eyreton .

C’est une école mixte assurant tout le primaire  avec un taux de décile de 10 et un effectif de 196 élèves en 2019. 
Le principal est «Jillian Gallagher».